# Акнефобия
Акнефобия (др.-греч. aspe — вид кожного заболевания, φόβος — страх) — специфическая фобия, заключающаяся в боязни появления акне.
Фобия чаще всего появляется у людей в подростковм возрасте, в особенности у девушек. Они боятся стать непривлекательными или осмеянными своими сверстниками. Это иррациональный, навязчивый страх появления угрей на лице. Заболевание может привести к степени дисморфофобии, или быть вызванным на её фоне.
Акнефобия может часто проявляться в контексте других фобий или страхов: к примеру гелетофобии — боязни быть высмеянным, или же в контексте буллинга. В данных случаях человек опасается насмешек, которые могут возникнуть из-за акне.

## Причины
Акнефобия может появиться на фоне низкой самооценки, чаще всего это возникает в детстве. Ребёнку могло не хватать признания от близких людей. Таким способом может зародиться фобия акне, из-за того, что это может «оттолкнуть» его товарищей от него. Также на появления страха может повлиять акцент родителей на внешность ребёнка, в таких случаях внешности придаётся особый характер, впоследствии чего, может сформироваться акнефобия из-за страха стать непривлекательным и уродливым. Также фобия может развиться на фоне рекламы, в которой говорят про акне. В такой рекламе может транслировать человека с акне, после чего показывают мазь, которая может излечить от акне.

## Симптомы
Симптомы акнефобии могут проявляться таким образом:
- Раздражительное или тревожное состояние.
- Человек внимательно относится к своему лицу, постоянно смотрится в зеркало.
- Впадение в панику и испытание тревожности при появлении прыща.
- Человек боится выходить на улицу, чтобы в лицо не попадала пыль.
- Тщательный уход за кожей.
- Частое принятие душа в течение дня.

## Лечение
При лечении акнефобии может использоваться психотерапия. Пациент пересматривает свое отношение к прыщам, и принимает это. Может использоваться также гипноз, специалист внушает правильную точку зрения пациенту.
При слишком повышенной тревожности или возникновении депрессии, то могут использоваться транквилизаторы, антидепрессанты или нейролептики.